# Krupa (reka)
za druge pomene glej Krupa (razločitev)
Krupa je reka v Sloveniji, ki izvira jugovzhodno od Semiča sredi kraškega ravnika Bele Krajine. Stena je skoraj 30 m visoka. Izvira v močnih kraških izvirih pod zatrepno steno iz debelo skladovitega spodnje krednega apnenca. Nato se prebija skozi okoli 2 km dolgo zatrepno dolino do Lahinje, v katero se izliva pod Gradcem. Celotna reka z obrežjem je bila leta 1997 zavarovana kot naravni spomenik in območje Natura 2000. Dolžina reke je 2,5 km. Povprečen pretok je ca, 1000 l/s. Najnižji vodostaji so poleti.
V območju izvira je kamniti jez z žago, ki je bila obnovljena leta 1989.

## Živalstvo
V sedimentu izvirnega jezera so odkrili edino slovensko nahajališče jamske školjke kuščerjeve kongerije (Congeria cusceri). Najdene so bile tudi endemne vrste jamskih polžev. Tu najdemo tudi človeško ribico (Proteus anguinus).

## Onesnaženost
V kraškem zaledju Krupe je Iskrina tovarna iz Semiča na več mestih odlagala odpadne kondenzatorje, v katerih so bili uporabljeni strupeni in težko razgradljivi poliklorirani bifenili (PCB).